# Campeonato Femenino de la OFC 1983
El Campeonato Femenino de la OFC de 1983 fue la primera edición de la máxima competición femenina de fútbol a nivel selecciones en Oceanía, celebrada en Nueva Caledonia. Participaron cuatro selecciones que se enfrentarían en sistema todos contra todos. Los dos primeros puestos de esa liga serían los finalistas y se enfrentarían entre ellos en un solo partido para definir al campeón.

## Equipos participantes
En cursiva los debutantes.
| Equipos participantes | Equipos participantes | Equipos participantes | Equipos participantes |
| --------------------- | --------------------- | --------------------- | --------------------- |
| Australia             | Fiyi                  | Nueva Caledonia       | Nueva Zelanda         |

## Resultados

### Primera ronda
| Equipo          | Pts | PJ | PG | PE | PP | GF | GC | Dif |
| --------------- | --- | -- | -- | -- | -- | -- | -- | --- |
| Nueva Zelanda   | 5   | 3  | 2  | 1  | 0  | 21 | 1  | +20 |
| Australia       | 5   | 3  | 2  | 1  | 0  | 18 | 0  | +18 |
| Nueva Caledonia | 2   | 3  | 1  | 0  | 2  | 2  | 11 | -9  |
| Fiyi            | 0   | 3  | 0  | 0  | 3  | 1  | 30 | -29 |

| 28 de noviembre de 1983 | Nueva Caledonia | 2:0 | Fiyi |  |  |

| 28 de noviembre de 1983 | Nueva Zelanda | 0:0 | Australia |  |  |

| 30 de noviembre de 1983 | Australia | 5:0 | Nueva Caledonia |  |  |

| 30 de noviembre de 1983 | Nueva Zelanda | 15:1 | Fiyi |  |  |

| 2 de diciembre de 1983 | Australia | 13:0 | Fiyi |  |  |

| 2 de diciembre de 1983 | Nueva Caledonia | 0:6 | Nueva Zelanda |  |  |

### Final
| 4 de diciembre de 1983 | Nueva Zelanda | 3:2 | Australia |  |  |

| Nueva Zelanda |
| Nueva Zelanda |
| Primer título |